# Вранское озеро (Далмация)
Вра́нское озеро (хорв. Vransko jezero) — озеро в Хорватии близ побережья Адриатического моря. Крупнейшее озеро Хорватии, находится в 4 км к востоку от города Биоград-на-Мору и в 10 км к северо-западу от города Водице. Западная часть принадлежит жупании Задар, восточная — жупании Шибеник-Книн.
Площадь озера — 30,7 км², длина — 13,6 км, ширина до 2,2 км. Наибольшая глубина — 4 метра. Высота уреза практически равна уровню моря, хотя в результате сезонных колебаний может повышаться до 2 метров. По своему происхождению Вранское озеро — затопленная водой карстовая полость. Особенность озера — его близкое расположение к морю, от Адриатического моря его отделяет перешеек шириной от 0,5 до 1,5 км, по которому проходит Адриатическое шоссе. На этом перешейке близ северной оконечности озера находится посёлок Пакоштане. Вранское озеро имеет овальную форму, вытянуто с северо-запада на юго-восток параллельно морскому берегу.
В озеро впадает несколько ручьёв, сток в море через регулируемую протоку близ юго-восточной оконечности озера, длиной всего 600 метров. Озеро богато рыбой, на нём гнездится множество диких птиц, особое значение имеет охраняемая орнитологами колония цапель. Вокруг всего озера с целью его защиты организован природный парк, один из 11 природных парков страны.